# Zemfira (cràter)
Zemfira és un cràter d'impacte en el planeta Venus de 11,4 km de diàmetre. Porta el nom d'un antropònim caló, i el seu nom va ser aprovat per la Unió Astronòmica Internacional el 1997.